# Pythagoræiske komma
 Der er for få eller ingen kildehenvisninger i denne artikel, hvilket er et problem. Du kan hjælpe ved at angive troværdige kilder til de påstande, som fremføres i artiklen.

Det pythagoræiske komma betegner et musikteorisk problem ved stemning af et musikinstrument med rene kvinter. Det tilskrives Pythagoras (582 f.Kr. – 507 f.Kr.), der skal have vist hvordan de syv toner i oktaven kan dannes alene ved brug af rene intervaller. Intervallerne oktav, kvint og kvart blev i middelalderen tillagt væsentlig betydning, idet sammenhængen mellem musik og talteori blev brugt som bevis for Guds storhed, og det var menneskets opgave at indse denne sammenhæng.

## Skalaens toner
Startes eksempelvis fra tonen F, vil en kvint op give C, en kvart ned giver G, og så fremdeles, hvorved tonerne i C-dur skalaen dukker op. Bemærk at to intervaller giver den store sekund; for eksempel C-G-D, der giver intervallet C-D. Det er uden betydning hvilket tone der tages udgangspunkt i; det er muligt at stemme A til den ønskede tonehøjde og stemme rene kvinter op og ned, ligesom enhver anden af tonerne kan benyttes som stemmetone.
F – C – G – D – A – E – H
Hvis udviklingen fortsættes til begge sider, findes de resterende fem toner, der udgør de "sorte tangenter" på et klaver.
Eb – Bb – F – C – G – D – A – E – H – F# – C# – G# – D#
Første tone (Eb) og sidste tone (D#) skal være ens, men det er de ikke, den sidste tone havner for højt oppe, som det vises i det efterfølgende afsnit, og fejlen kaldes for et komma.

## Talteori
Oktaven har talforholdet 2/1, hvilket betyder at den høje tone svinger dobbelt så hurtigt som den dybe. Oktaven kan deles i de to mindre forhold en kvint på 3/2 og en kvart på 4/3. Tilsammen giver de en oktav idet (3/2)*(4/3) = 2/1. Hvis intervallet en kvart "vendes om", så det angiver et nedadgående interval, bliver forholdet 3/4, og sammen med en opadgående kvint danner det en stor sekund (3/2)*(3/4) = 9/8.
Seks store sekunder giver intervallet (9:8)6 = 2,0273. Kæden rammer derfor 1,36 % for højt, hvilket kaldes for Pythagoras' komma. For at opnå en ren oktav må mindst et af intervallerne ofres, hvilket er fundamentet i enhver stemning af et musikinstrument.

### Ulven
Stemt med rene intervaller kan kun 11 af kvinterne være rene, og en kvint kan ikke stemmes rent. Den betegnes som ulven, "ulvekvinten". Kvinten er ganske følsom overfor forstemning; allerede 0,2 % er den tydelig hørbar, selv ved et sunget interval, og med 1,36 % er intervallet kassabelt. De fleste kilder angiver derfor at ulven blev lagt blandt toner, som ikke kom i brug. Imidlertid er der skrevne vidnesbyrd fra omkring 1450 om placering af ulven i yderkanten af det normale område. Forklaringen er, at ulven gav ganske brugbare store tertser.

### Tertser
Kvinterne er rene, men det er tertserne ikke. En stor terts defineres af to store sekunder, så tertsen bliver på (9/8)*(9/8) = 81/64 = 1,2656. Den rene terts er på 5/4 = 1,2500 så der rammes 1,25 % for højt. Det er mere end den forstemning tertsen er udsat for i den ligesvævende stemning (cirka 0,8 %), og intervallet er da også ret anstrengt at lytte til. Tertsen dannes af to store sekunder, og når den ene af dem indeholder en ulv, så formindskes det resulterende interval til en forholdsvis ren, stor terts. Hvis ulven derfor lægges på eksempelvis kvinten A-E vil det give næsten rene tertser for de fire intervaller der indeholder denne kvint (eller kvart, hvis intervallet er nedadgående):
C-E --- idet kæden er C-G-D-A-E
G-H --- idet kæden er G-D-A-E-H
D-F# --- idet kæden er D-A-E-H-F#
A-C# --- idet kæden er A-E-H-F#-C#
Akkorder på C, D, G og A vil have næsten rene tertser, og for de tre første også rene kvinter, men akkorden på A skal for enhver pris undgå kvinten.